# Munții Rothaar

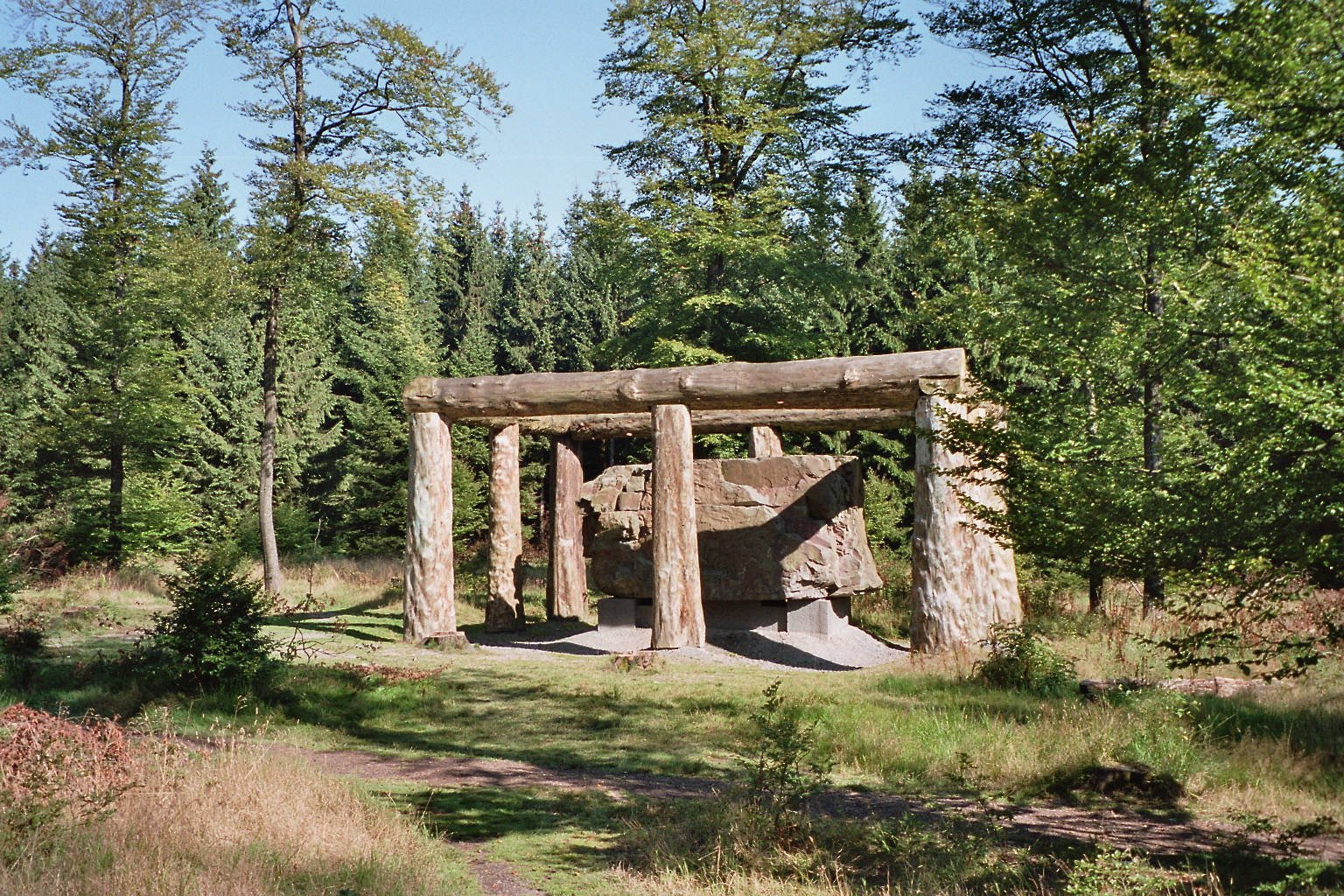
Rothaargebirge: Skulptură Stein-Zeit-Mensch (omul din epoca de piatră) situat lângă Bad Berleburg-Kühhude

Munții Rothaar sau Rotlargerbirge sunt munți care nu depășesc altitudinea de 843,2 m și fac parte din grupa Mittelgebirge situați în Nordrhein-Westfalen și Hessen, Germania centrală. Denumirea provine probabil de la „Rod-Hardt-Gebirge“ ceace ar însemna „munții pădurilor tăiate”.

## Geografie
Munții au o climă bogată în precipitații, din care cauză se explică pădurile numeroase existente în regiune, partea cea mai mare a munților se află în Westfalia, numai unele ramuri muntoase din sud-est și nord-est se întind în landul Hessen. Regiuni aflate în munții Rothhar sunt în nord-vest Sauerland, în nord-est Waldecker Upland, în sud-est Wittgensteiner Land și în sud-vest Siegerland.
Pârâurile din nord vest sunt regiuni de colectare a apelor râurilor Sieg, Lenne șiRuhr, iar în sud est fiind bazinul de colectare al râurilor Lahn și Eder.
Unul dintre vârfuri este „Kahlen Asten” (841,9 m), la 30 km spre sud-vest se află platoul „Winterberger Hochfläche” alte vârfuri Langenberg, 843,2 m, iar spre nord-est se află lacul Diemelsee.
Din punct de vedere geologic munții au o rocă constituită din șisturi cu înălțimi între 840 și 650 m, cuprinzând două parcuri naturale în nord-est Naturpark Rothaargebirge și Naturpark Diemelsee.
Printre apele aflate în regiune se pot aminti: 
- Diemel, Lenne, Neger, Nuhne, Odeborn, Orke, Ruhr, Wenne și Wilde Aa în nord
- Dill, Eder, Ferndorfbach, Ilse, Lahn și Sieg în nord
- Baraje: Obernautalsperre și Breitenbachtalsperre.

### Munți
| - Langenberg (843,2 m) - Hegekopf (842,9 m) - Kahler Asten (841,9 m) – cu Astenturm, Skiliftkarussell Winterberg ca și Lenne- Odeborn und Sonnebornquelle - Clemensberg (839,2 m) - Ettelsberg (837,7 m) – cu Hochheideturm - Hopperkopf (831 m) – cu Itterquelle - Mühlenkopf (825 m) – cu Mühlenkopfschanze - Hunau (817,5 m) – cu Turn de transmisie Bödefeld - Ziegenhelle (815,5 m) – cu Snow World Züschen u. Turn Ziegenhelle - Wallershöhe (812,1 m) - Bremberg (809 m) – cu telescaun Winterberg - Hoher Eimberg (806,1 m) - Hoppernkopf (805 m) - Hillekopf (801 m) – cu Hillequelle - Mittelsberg (801 m) - Kahle Pön (774 m) – cu Hochheideflächen - Bollerberg (757,3 m) – cu turnul Bollerbergturm și turn de televiziune | - Hohe Hessel (742,8 m) – cu turn de televiziune - Ruhrkopf (695,7 m) – cu Ruhrquelle - Westerberg (684,6 m) – cu Rhein-Weser-Turm - Riemen (677,7 m) - Oberste Henn (675,9 m) – cu turn de transmisie - Dreiherrnstein (673,9 m) - Sackpfeife (673,5 m) – cu Kaiser-Wilhelm-Turn - Milsenberg (669,8 m) - Ederkopf (648,8 m) – cu Ederquelle - Giller (653,3 m) – cu Gillerturm - Kindelsberg (617,9 m) – Kindelsbergturm - Schloßberg bei Hilchenbach (587,6 m) – cu Ruina Ginsburg - Kalteiche (579,3 m) |

### Localități
| - Bad Berleburg - Bad Laasphe - Biedenkopf - Brilon - Erndtebrück | - Hallenberg - Hatzfeld - Hilchenbach - Kirchhundem - Kreuztal | - Lennestadt - Medebach - Schmallenberg - Winterberg |